# جزایر قناری، ویکتوریا
جزایر قناری (به انگلیسی: Canary Island) یک جزیره و منطقه مسکونی در استرالیا است که در ویکتوریا (استرالیا) واقع شده‌است.